# Witold Gombrowicz

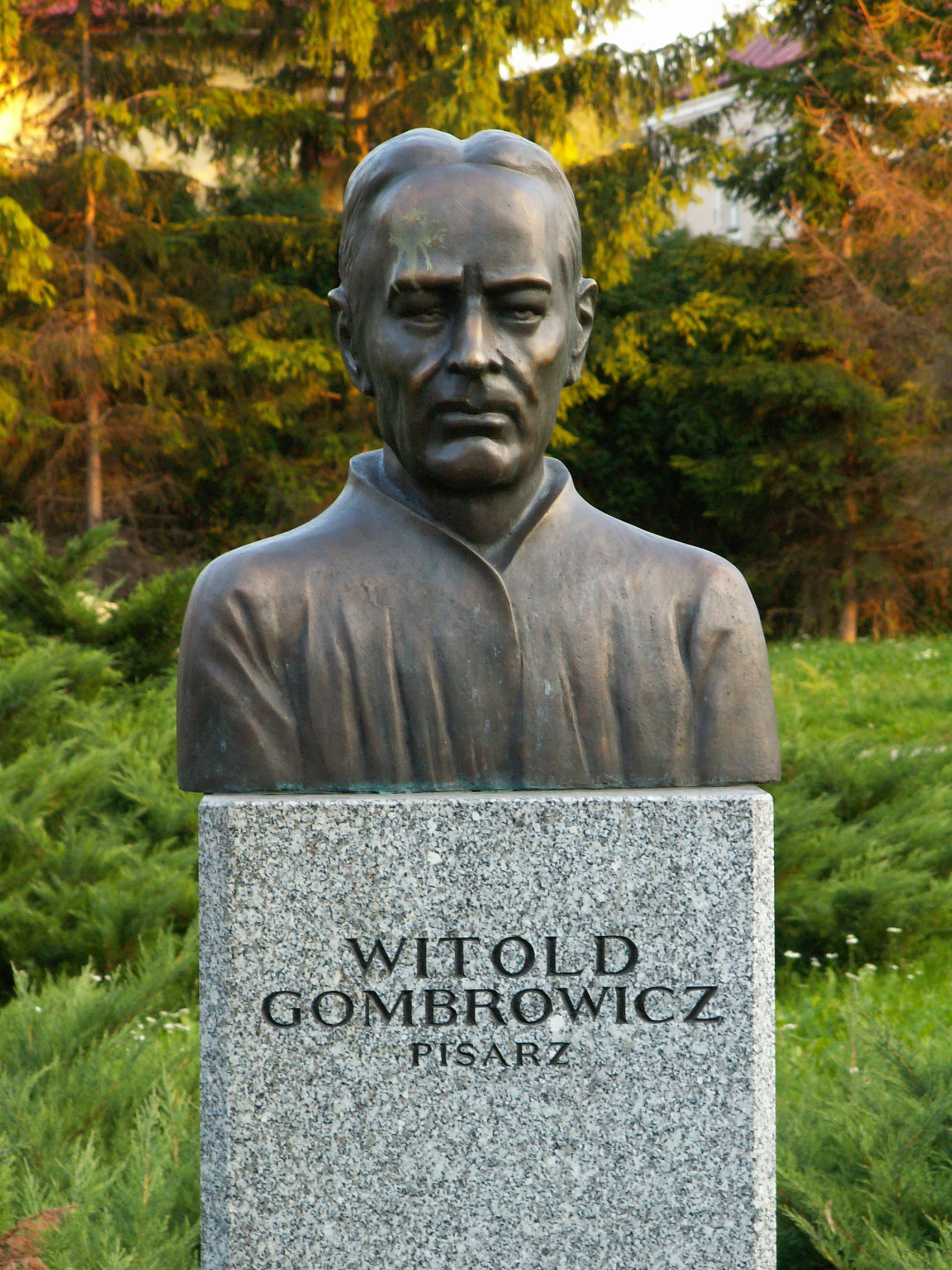
Bust de Witold Gombrowicz

Witold Marian Gombrowicz (4 d'agost de 1904, Małoszyce, Polònia-24 de juliol de 1969, Vence França) novel·lista i dramaturg polonès actiu des dels anys 30 fins al final de la seva vida. És un dels escriptors més importants de la literatura europea moderna.

## Biografia
Witold Gombrowicz va néixer al si d'una família benestant de la noblesa polonesa. Va estudiar Dret a la Universitat de Varsòvia, des de 1926 fins al 1932.
El 1933 va ocórrer el seu debut amb el recull de contes Memòries del període de maduració. Aquesta obra fou reimpresa més avant amb el títol Bakakaï.
El 1937 es publicà la seua obra més important: la novel·la Ferdydurke. La seua publicació despertà una polèmica a l'àmbit cultural de Polònia.
El 1939 escriví baix el seudònim Z. Niewieski la novel·la publicada a parts en la premsa Posseïts.
Durant el seu exili a l'Argentina publicà la novel·la Transatlàntic el 1953.
Entre 1957 i 1966 es publiquen a França en tres volums els seus diaris, els quals estan replets de comentaris a la seua obra. Aquests diaris són considerats la seua obra mestra.
El 1960 publica altra novel·la Pornografia i el 1965, la novel·la que explora la percepció de la realitat Cosmos, que rep el 1967 el Premi Internacional de Literatura.

## Estil
L'estil d'aquest autor es caracteritza principalment perquè creà el seu propi, fugint de les convencions literàries.
Les obres de Gombrowicz es caracteritzen per una anàlisi psicològica profunda, un sentit de l'humor, i un to antinacionalista. Té una gran presència el lirisme i el barroquisme.
El 1937 va publicar la seva primera novel·la, Ferdydurke, que va presentar molts temes que més tard va explorar i desenvolupar a les obres posteriors: els problemes de la immaduresa i la joventut, les màscares que l'home es col·loca davant els altres, i un examen crític i irònic dels papers de les classes en la societat i la cultura poloneses, especialment de la noblesa, representants de l'Església Catòlica i del provincianisme polonès. Ferdydurke va provocar una reacció de crítica molt dura i immediatament va dividir el públic de Gombrowicz en admiradors devots i enemics acèrrims.
El seu tractament del tema de l'autenticitat de l'individu és molt destacable perquè és un tema de la filosofia existencialista que va tractar ell abans que els propis filòsofs existencialistes.
Gombrowicz és un escriptor excepcional que sempre va lluitar amb les tradicions poloneses i la història del país, que sempre ha estat difícil. Tanmateix, aquesta batalla constitueix el punt d'inici de les seves històries, que romanen profundament arrelades a aquesta tradició i història. Gombrowicz va ser sempre un escriptor i un home que no hauria sacrificat la imaginació per cap preu ni per cap persona, déu, societat o doctrina.
Les seues obres per a teatre són experimentals. El seu experimentalisme se situa dins la tradició de la dècada del 1930, amb elements coincidents amb el teatre de la forma pura de S.I. Witkiewicz.

## Obres
- Memòries del període de maduració, recull de contes (1933)
- Ferdydurke, novel·la (1937)[2]
- Opętani, novel·la escrita el 1939[3]
- Transatlàntic, novel·la (1953)
- Slub (El casament), teatre (1953)[3]
- Bacacay, reimpressió del recull d'històries curtes del 1933[2] (1957)
- Yvonne, princesa de Borgonya, teatre (1958)
- Pornografia, novel·la (1960)
- Opereta, teatre (1966)
- Cosmos, novel·la (1967)[3]
- Diaris, (1953-1969) Traducció al català de d'Anna Rubió i Jerzi Stawomirsky, Edicions 62, 1999. ISBN 84-297-4502-5